# Paróquia de East Carroll
A Paróquia de East Carroll é uma das 64 paróquias do estado americano da Luisiana. A sede da paróquia é Lake Providence, e sua maior cidade é Lake Providence. A paróquia possui uma área de 1 146 km² (dos quais 54 km² estão cobertas por água), uma população de 1 092 habitantes, e uma densidade populacional de 9 hab/km² (segundo o censo nacional de 2000). 